# Ulsnis
Ulsnis (danska: Ulsnæs) är en kommun och ort i Kreis Schleswig-Flensburg i förbundslandet Schleswig-Holstein i Tyskland.
Kommunen ingår i kommunalförbundet Amt Süderbrarup tillsammans med ytterligare 12 kommuner.